# 9684 Olieslagers
9684 Olieslagers (4113 P-L) là một tiểu hành tinh vành đai chính.